# Карцином бистрих ћелија јајника
Карцином бистрих ћелија јајника је неуобичајен тип епителног карцинома јајника. Он чини пет до 10% пацијената са раком јајника у западном свету, или 25% (један од четири) у источној Азији (Кина, Јапан, Кореја, Монголија).
Вероватно је да је узрок карцинома бистре ћелије другачији од  оног код серозног епителног рака јајника високог степена, који се сматра најчешћим типом рака јајника. Може се развити и из других тумора јајника који се називају аденофиброми. Породична историја рака јајника са бистрим ћелијама такође може повећати ризик (због повезаности са Линчевим синдромом који је наследно стање) од појаве неколико карцинома. Карцином бистрих ћелија јајника такође може бити чешћи код особа са ендометриозoм у историји болести.